# Глуха кропива плямиста
Глуха́ кропи́ва плями́ста (Lamium maculatum) — багаторічна рослина родини глухокропивових. Має обмежене використання як декоративна культура, іноді поводить себе як бур'ян. Особливістю цього виду є плямистий візерунок на нижній губі віночка.

## Опис
Трав'яниста рослина заввишки 20–80 см з короткими підземними пагонами. Усі надземні частини запушені. Стебла прямостоячі, порожності, у нижній частині розгалужені. Листочки на черешках, яйцеподібної або трикутної форми, пилчасті по краю. Квітки зібрані в багатоквіткові кільця. Чашечка квітки дзвоникоподібна, з трикутними загостреними й досить довгими зубцями. Віночок двогубий, із кільцем волосків у зіві, верхня губа шоломоподібної форми, нижня — трилопатева. Трубочка віночка зігнута, бокові лопаті нижньої губи з шилуватим зубцем.

## Екологія та поширення
Квітне в квітні — серпні.
Ареал виду охоплює помірні області Європи, Західну Азію (зокрема, Туреччину та Сирію) і Західний Китай. В Україні зростає в лісах, у заростях чагарників, біля доріг. Трапляється майже повсюдно, крім південного Степу.